# 俄刻阿诺斯
俄刻阿诺斯是希腊神话中的一个提坦，大洋河的河神。
在最原始的荷马史诗里，俄刻阿诺斯是原始神之一，与其妻忒堤斯一起为其他所有神的始祖。而后来被广为接受的赫西俄德的体系则把他划为由原始神产生的第二代神，为地母蓋亚与天神乌拉诺斯之子。按照赫西俄德，俄刻阿诺斯的妻子是他的姐姐忒堤斯，两人生下了3000个儿子和3000个女儿，这就是世界各地的河神（“potamoí”）与海洋女神（“俄刻阿尼得斯”）。
在泰坦战争爆发时，俄刻阿诺斯明智地置身事外，因此在奥林帕斯神推翻泰坦的统治后仍得以保有自己的全部权利。奥林帕斯神的首领宙斯的第一个妻子就是俄刻阿诺斯的女儿墨提斯（大洋神女之一）。埃斯库罗斯把俄刻阿诺斯描写成一个开明的人，他曾徒劳地试图使宙斯与普罗米修斯和解。在古典时代的希腊神话中，俄刻阿诺斯作为海洋主宰的地位被波塞頓取代。
在大多数欧洲语言里，“海洋”一词來自俄刻阿诺斯的名字。

## 资料来源
•《世界神话辞典》，辽宁人民出版社，ISBN 7-205-00960-X